# Estatística de Bose-Einstein
Em um sistema quântico constituído de muitas partículas idênticas com spin inteiro, a estatística de Bose-Einstein, ou estatística BE, é utilizada para descrever o sistema e calcular os valores médios das grandezas físicas.
Em um sistema de {\displaystyle N} bósons idênticos de massa {\displaystyle m}, que possuem interação mútua desprezível, contidos em um recipiente de volume {\displaystyle V}, a uma temperatura {\displaystyle T}, em equilíbrio, o número médio de partículas {\displaystyle {\bar {n}}_{s}} num estado de energia {\displaystyle s} é dado por
{\displaystyle {\bar {n}}_{s}={\frac {g_{s}}{e^{\beta (\epsilon _{s}-\mu )}-1}}} ,
em que {\displaystyle g_{s}} é a degenerescência quântica do estado {\displaystyle s}, {\displaystyle \epsilon _{s}} é a energia do estado {\displaystyle s}, {\displaystyle \mu } é o potencial químico, e {\displaystyle \beta =1/k_{B}T}, em que {\displaystyle k_{B}} é a constante de Boltzmann.

## Formulação matemática
Seja um gás de {\displaystyle N} partículas idênticas confinadas em um volume {\displaystyle V}. Sendo {\displaystyle Q_{i}} o conjunto das coordenadas generalizadas da i-ésima partícula e {\displaystyle s_{i}} o índice rotulador dos possíveis estados quânticos desta única partícula, o estado do gás inteiro é então descrito pelo conjunto de números quânticos 
{\displaystyle \{s_{1},s_{2},\dots ,s_{N}\}}
os quais definem a função de onda {\displaystyle \Psi } do gás nesse estado.
{\displaystyle \Psi =\Psi _{\{s_{1},s_{2},\dots ,s_{N}\}}(Q_{1},Q_{2},\dots ,Q_{N})}
A estatística BE trata de partículas em que o spin total é medido em unidade inteiras de {\displaystyle \hbar } — os chamados bósons — como, por exemplo, o átomo de Hélio-4 e o fóton. Partículas quânticas são indistinguíveis, ou seja, a troca de duas partículas não altera o estado do sistema. Além disto, a função de onda total para um sistema de bósons é simétrica sobre a troca de duas partículas
{\displaystyle \Psi (\dots ,Q_{i},\dots ,Q_{j})=\Psi (\dots ,Q_{j},\dots ,Q_{i})}
Como consequência, os bósons não obedecem ao princípio de exclusão de Pauli, não havendo limitação no número de partículas que podem ocupar um dado estado quântico. Tomando este gás a uma temperatura {\displaystyle T} e que cada partícula está em um estado {\displaystyle r} de energia {\displaystyle \epsilon _{r}} onde há {\displaystyle n_{r}} partículas neste estado, o gás inteiro possui {\displaystyle R} estados possíveis. Desprezando as interações mútuas entre as partículas, a energia do gás no estado {\displaystyle R} será dada por
{\displaystyle E_{R}=n_{1}\epsilon _{1}+n_{2}\epsilon _{2}+\dots =\sum _{r}n_{r}\epsilon _{r}}
em que a soma se estende sobre todos os estados {\displaystyle r} possíveis de uma partícula. Como o número de partículas é fixo, também temos que
{\displaystyle \sum _{r}n_{r}=N}
A função partição {\displaystyle Z} do gás será dada por
{\displaystyle Z=\sum _{R}e^{-\beta E_{R}}=\sum _{R}e^{-\beta n_{1}\epsilon _{1}+\dots }}
Essa soma é sobre todos os estados {\displaystyle R} possíveis do gas inteiro, isto é, sobre todos os possíveis números {\displaystyle n_{1},n_{2},n_{3},\dots }. Como exp{\displaystyle [-\beta (n_{1}\epsilon _{1}+n_{2}\epsilon _{2}+...)]} é a probabilidade relativa de encontrar o gás em um estado partículas onde há {\displaystyle n_{1}} partículas em 1, {\displaystyle n_{2}} em partículas em 2 e assim sucessivamente, pode-se escrever o número médio de partículas em um estado {\displaystyle s} como 
{\displaystyle {\bar {n_{s}}}={\dfrac {\sum _{R}n_{s}e^{-\beta (n_{1}\epsilon _{1}+\dots )}}{\sum _{R}e^{-\beta (n_{1}\epsilon _{1}+\dots )}}}.}
Somando todos os possíveis valores de {\displaystyle n_{s}}, usando a propriedade multiplicativa da exponencial e rearranjando, pode-se escrever {\displaystyle {\bar {n_{s}}}} como
{\displaystyle {\bar {n_{s}}}={\dfrac {\displaystyle \sum _{n_{s}}n_{s}e^{-\beta n_{s}\epsilon _{s}}\cdot \sum _{n_{1},n_{2},\dots }^{(s)}e^{-\beta (n_{1}\epsilon _{1}+\dots )}}{\displaystyle \sum _{n_{s}}e^{-\beta n_{s}\epsilon _{s}}\cdot \sum _{n_{1},n_{2},\dots }^{(s)}e^{-\beta (n_{1}\epsilon _{1}+\dots )}}}}
em que o sobrescrito {\displaystyle (s)} no somatório indica a soma com exceção do estado {\displaystyle s} em particular. Adotando a notação:
{\displaystyle \sum _{n_{1},n_{2},\dots }^{(s)}e^{-\beta (n_{1}\epsilon _{1}+\dots )}=Z_{s}(N)}
A restrição de {\displaystyle N} fixo implica que se uma partícula está no estado {\displaystyle s}, a soma {\displaystyle \sum ^{(s)}} se estende pelas {\displaystyle N-1,N-2,\dots } partículas restantes que podem ser colocadas nos estados {\displaystyle n_{r}=1,2,3,\dots }. Ao executar explicitamente a soma sobre {\displaystyle {\bar {n_{s}}}} ter-se-á
{\displaystyle {\bar {n_{s}}}={\dfrac {0+e^{-\beta \epsilon _{s}}Z_{s}(N-1)+2e^{-2\beta \epsilon _{s}}Z_{s}(N-2)+\dots }{Z_{s}(N)+e^{-\beta \epsilon _{s}}Z_{s}(N-1)+2e^{-2\beta \epsilon _{s}}Z_{s}(N-2)+\dots }}}
Estabelecendo a seguinte relação entre {\displaystyle Z_{s}(N-\Delta N)} e {\displaystyle Z_{s}(N)} onde {\displaystyle N>>\Delta N}
{\displaystyle \ln {Z_{s}(N-\Delta N)}=\ln {Z_{s}(N)}-{\dfrac {\partial \ln {Z_{s}}}{\partial N}}\cdot \Delta N=\ln {Z_{s}}-\alpha _{s}\Delta N}
em que
{\displaystyle \alpha _{s}={\dfrac {\partial \ln {Z_{s}}}{\partial N}}}
e portanto,
{\displaystyle Z_{s}(N-\Delta N)=Z_{s}(N)e^{-\alpha _{s}\Delta N}}
Mas como {\displaystyle Z_{s}(N)} é uma soma sobre muitos estados, espera-se que a variação de seu logaritmo natural com o número total de partícula seja imperceptível para o qual um estado particular {\displaystyle s} seja omitido da soma. Vamos introduzir a aproximação de que {\displaystyle \alpha _{s}} é independente de {\displaystyle s}, então podemos só escrever {\displaystyle \alpha _{s}=\alpha } para todo {\displaystyle s}. Logo,
{\displaystyle \alpha ={\frac {\partial \ln {Z}}{\partial N}}}
Do ensemble canônico, sabe-se que essa derivada parcial resulta em {\displaystyle -\beta \mu }, em  que {\displaystyle \mu } é o potencial químico do gás. Portanto,
{\displaystyle \alpha =-\beta \mu }
Substituindo estes resultados em {\displaystyle {\bar {n_{s}}}} teremos
{\displaystyle {\bar {n_{s}}}={\dfrac {e^{-\beta (\epsilon _{s}-\mu )}Z_{s}(N)+2e^{-2\beta (\epsilon _{s}-\mu )}Z_{s}(N)+\dots }{Z_{s}(N)+e^{-\beta (\epsilon _{s}-\mu )}Z_{s}(N)+2e^{-2\beta (\epsilon _{s}-\mu )}Z_{s}(N)+\dots }}}
Cancelando {\displaystyle Z_{s}(N)} ter-se-á
{\displaystyle {\bar {n_{s}}}={\dfrac {e^{-\beta (\epsilon _{s}-\mu )}+2e^{-2\beta (\epsilon _{s}-\mu )}+\dots }{1+e^{-\beta (\epsilon _{s}-\mu )}+2e^{-2\beta (\epsilon _{s}-\mu )}+\dots }}}
Que é uma série geométrica. Usando a função partição de acordo com isso resultará em
{\displaystyle {\bar {n_{s}}}={\frac {1}{e^{\beta (\epsilon _{s}-\mu )}-1}}}
Se o estado {\displaystyle s} é degenerado com degenerescência {\displaystyle g_{s}} então o número médio de partículas com energia {\displaystyle \epsilon _{s}} é obtido multiplicando a expressão anterior por {\displaystyle g_{s}}. Finalmente,
{\displaystyle {\bar {n_{s}}}={\frac {g_{s}}{e^{\beta (\epsilon _{s}-\mu )}-1}}}
A estatística de Bose-Einstein reduz-se à estatística de Maxwell-Boltzmann para energias: {\displaystyle (\epsilon _{s}-\mu )>>kT}.

## Gás de fótons
Um caso especial da estatística de Bose-Einstein é o gás de fótons. Fótons possuem spin inteiro igual a 1, então desta forma são considerados bósons. O caso é especial devido ao fato de que se considerarmos vários fótons dentro de um recipiente com volume V, o número destes fótons não será constante, pois conforme estes fótons interagem com as paredes do recipiente estes são absorvidos ou emitidos. Desta forma, não podemos impor um vínculo ao número total de fótons no sistema. Neste caso, precisaremos realizar as somas sobre todos os possíveis números de partículas em cada estado, da forma: 
{\displaystyle n_{r}=0,1,2,3,...}    para todo r. 
A  função partição para o gás de fótons é dada por:  
{\displaystyle Z=\sum _{R}e^{-\beta (n_{1}\varepsilon _{1}+n_{2}\varepsilon _{2}+...)}}
No qual R são todos os estados possíveis do gás. Como não há vínculos agora para o número de partículas por estado, podemos utilizar as propriedades das funções exponenciais e reescrever a soma acima como:
{\displaystyle Z=\sum _{n_{1},n_{2},...}e^{-\beta n_{1}\varepsilon _{1}}e^{-\beta n_{2}\varepsilon _{2}}...}
Ou ainda:
{\displaystyle Z=\left(\sum _{n_{1}=0}^{\infty }e^{-\beta n_{1}\varepsilon _{1}}\right)\left(\sum _{n_{2}=0}^{^{\infty }}e^{-\beta n_{2}\varepsilon _{2}}\right)...}
Como não há restrição para o número de fótons, as somas acima são consideradas até um número muito grande de partículas por estado de energia, no qual matematicamente isto se traduz a realizarmos a soma até o infinito, embora fisicamente, estejamos carregando a soma até um número muito grande de partículas. Como estamos tratando de uma exponencial com argumento negativo, após um certo valor os termos serão desprezíveis, não tendo problemas com divergências. Se olharmos com cuidado para as somas dentro dos colchetes acima, percebe-se que podemos escrevê-las como abaixo: 
{\displaystyle \sum _{n_{1}=0}^{\infty }e^{-\beta n_{1}\varepsilon _{1}}=1+e^{-\beta \varepsilon _{1}}+e^{-2\beta \varepsilon _{1}}+...=\left({\frac {1}{1-e^{-\beta \varepsilon _{1}}}}\right)}
Ou seja, cada termo é uma soma geométrica. Assim, podemos reescrever a função partição da seguinte forma:
{\displaystyle Z=\left({\frac {1}{1-e^{-\beta \varepsilon _{1}}}}\right)\left({\frac {1}{1-e^{-\beta \varepsilon _{2}}}}\right)...}
E o logaritmo natural da função partição, que é o qual estamos interessados é dado por:
{\displaystyle \ln {Z}=-\sum _{r}\ln {(1-e^{-\beta \varepsilon _{r}})}}
Nosso próximo objetivo agora é encontrar o número médio de partículas em um estado de energia {\displaystyle \varepsilon _{s}}. Tal resultado pode ser obtido através da expressão abaixo:
{\displaystyle {\bar {n_{s}}}=-{\frac {1}{\beta }}{\frac {\partial \ln {Z}}{\partial \varepsilon _{s}}}}
Realizando a derivação do logaritmo natural da função partição, temos o resultado abaixo:
{\displaystyle {\bar {n_{s}}}={\frac {e^{-\beta \varepsilon _{s}}}{1-e^{-\beta \varepsilon _{s}}}}}
O resultado acima é este pois a única derivada que não é zero é o termo da soma no qual {\displaystyle r=s}. Podemos simplificar o resultado acima, multiplicando e dividindo a expressão acima pela exponencial com o mesmo argumento, porém positivo, e assim obtemos o importante resultado dado por:
{\displaystyle {\bar {n_{s}}}={\frac {1}{e^{\beta \varepsilon _{s}-1}}}}
Este resultado é conhecido como a distribuição de Planck, e fornece o número médio de fótons em um determinado estado s. Uma das aplicações mais famosas do resultado acima é no problema da radiação de corpo negro.

### Radiação de corpo negro

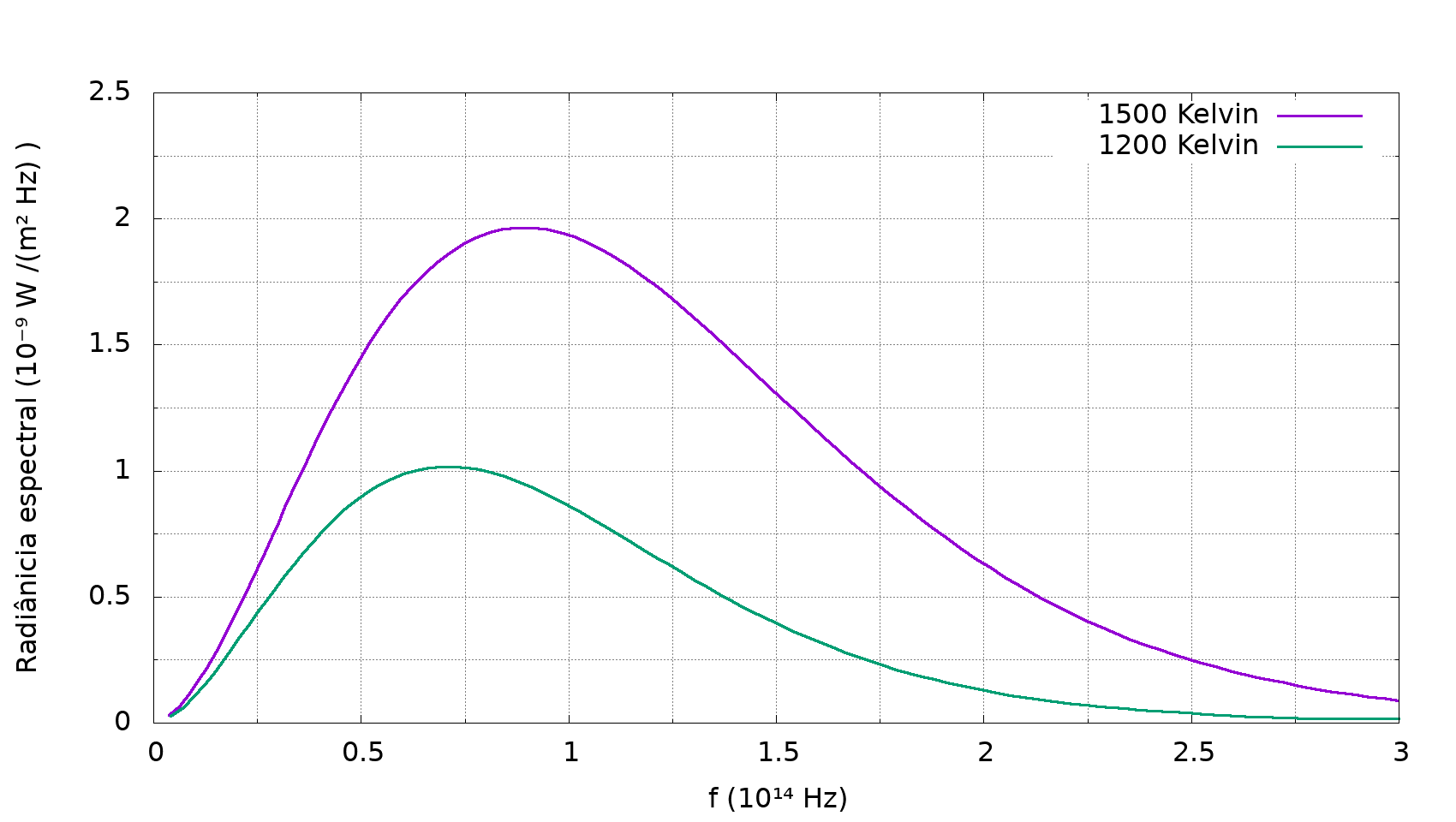
Radiância espectral em função da frequência

Todo corpo a uma temperatura {\displaystyle T} emite radiação eletromagnética. A distribuição de Planck fornece o espectro de emissão para uma classe especifica de corpos, os chamados corpos negros, definidos como os corpos que absorvem toda a radiação incidente. Pode-se modelar um corpo negro como uma cavidade metálica com volume {\displaystyle V}, tal que haja apenas um pequeno orifício em uma de suas paredes. Logo, esta cavidade absorve toda a radiação que entra por ali, e radiação emitida pelo orifício que é oriunda das emissões a partir das superfícies internas da cavidade se comporta como se fosse um corpo negro.
Busca-se a chamada radiância espectral {\displaystyle R_{T}(f)df}, que fornece a potência irradiada por unidade de área com frequência entre  {\displaystyle f} e {\displaystyle f+df} pelo corpo estudado a uma data temperatura. Através de uma análise física do problema, pode-se mostrar que a radiância espectral está diretamente ligada com a densidade de energia dentro da cavidade. A relação entre as duas grandezas é dada por:   
{\displaystyle R_{T}(f)={\frac {c}{4}}u_{T}(f)}
Pode-se então obter a densidade de energia, e assim resolve-se o problema da mesma maneira. A densidade de energia pode ser obtida a partir da probabilidade de um nível com energia {\displaystyle \varepsilon _{s}} estar ocupado por {\displaystyle n_{s}} fótons, sendo assim se multiplicarmos este valor pelo número de médio fótons por unidade de volume naquele estado, teremos a densidade de energia dentro desta cavidade na forma:
{\displaystyle u_{T}(\varepsilon )={g(\varepsilon ){\bar {\varepsilon _{s}}}}}
Onde {\displaystyle g(\varepsilon )} é a densidade de estados ou degenerescência. Como temos o número médio de fótons em um estado {\displaystyle s}, basta multiplicar este número pela energia do estado {\displaystyle s}, assim:
{\displaystyle {\bar {\varepsilon _{s}}}={\frac {\varepsilon _{s}}{e^{\beta \varepsilon _{s}}-1}}}
Como os estados do sistema estão muito próximos um dos outros, por conta da cavidade ocupar um volume V macroscópico, podemos tratar as variáveis como sendo contínuas. O número de estados por unidade de volume dentro da cavidade com frequência entre {\displaystyle f} e {\displaystyle f+df} é dada por:
{\displaystyle g(f)df={\frac {8\pi }{c^{3}}}f^{2}df}
Sabemos que a energia e a frequência de um fóton estão ligado pela expressão de Planck {\displaystyle E=hf}, desta forma se fizermos a substituição sugerida, obtemos assim a expressão para a densidade de energia dentro de uma cavidade.
{\displaystyle u_{T}(f)={\frac {8\pi h}{c^{3}}}{\frac {f^{3}}{e^{\frac {hf}{kT}}-1}}}
E a radiância espectral é dada diretamente por: 
{\displaystyle R_{T}(f)={\frac {2\pi h}{c^{2}}}{\frac {f^{3}}{e^{\frac {hf}{kT}}-1}}}
Todo o caminho feito para o obtenção do resultado foi a partir da análise das propriedades quânticas e estatísticas de fótons dentro de um volume V, e em equilíbrio térmico a uma temperatura T. Pode-se chegar no mesmo resultado analisando a interação da radiação eletromagnética dentro do volume V com as paredes do recipiente.

## Comparação entre as estatísticas

Comparação das distribuições de Maxwell-Boltzmann (MB), Bose-Einstein (BE) e Fermi-Dirac (FD).

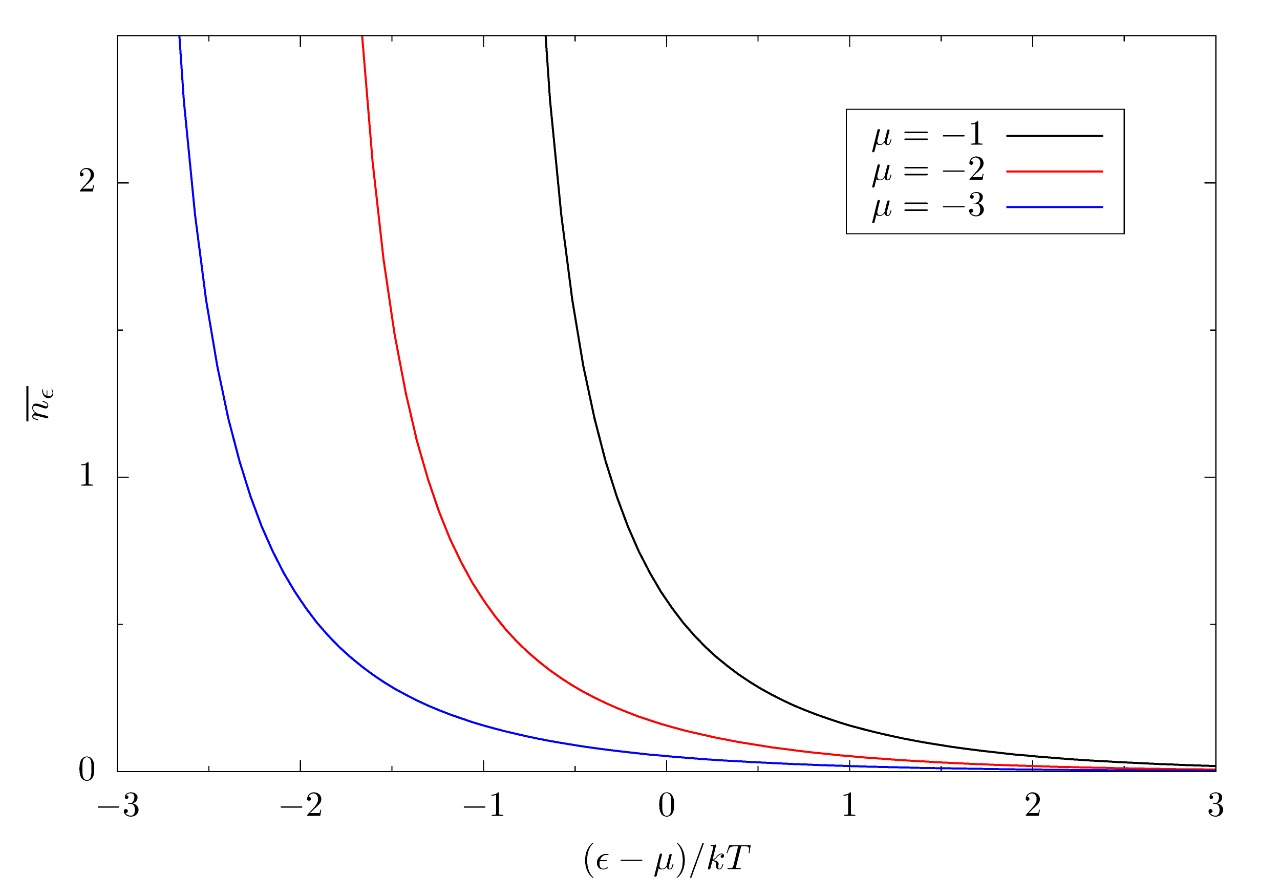
Influência do potencial químico na distribuição BE.

Influência da temperatura na distribuição de BE.

Nota-se que um sistema de bósons possui uma maior ocupação dos estados, devido aos efeitos quânticos de simetria da função de onda do sistema . Nesta distribuição identifica-se que para o regime {\displaystyle (\epsilon -\mu )/kT>>1} as distribuições quânticas de Bose-Einstein (BE) e Fermi-Dirac (FD) se aproximam da distribuição clássica de Maxwell-Boltzmann (MB), que representa o regime de baixas densidades e altas temperaturas, ou seja, o limite clássico .
Em diferentes valores do potencial químico, nota-se que os estados de menor energia (próximos ao estado fundamental) são os mais populados. Para baixas temperaturas as partículas se concentram nos estados de menor energia. No limite de temperatura tendendo a zero, todas as partículas vão para o estado fundamental ({\displaystyle s=1}), logo, {\displaystyle {\bar {n}}_{1}\approx N}  enquanto {\displaystyle {\bar {n}}_{s}\approx 0} para os demais estados . Já para altas temperaturas, devido à energia térmica do sistema, as partículas tem maior probabilidade de atingir estados mais energéticos. 

## Condensação de Bose-Einstein
O condensado de Bose-Einstein é uma fase da matéria formada por bósons a uma temperatura muito próxima do zero absoluto. Nestas condições, uma grande fração de átomos atinge o mais baixo estado quântico, e nestas condições os efeitos quânticos podem ser observados em escala macroscópica. Sistemas em baixa temperatura ou com densidade relativamente alta de partículas são mais prováveis de apresentarem comportamentos quânticos, mesmo em sistemas onde a interação intramolecular é desprezível.

### Temperatura crítica para um gás ideal de bósons
Um gás ideal de bósons não está sujeito ao princípio de exclusão de Pauli. Logo, os bósons podem se condensar no seu estado de menor energia. A densidade de estados {\displaystyle g(\epsilon )} é dada por, 
{\displaystyle g(\epsilon )={\frac {V}{4\pi ^{2}}}{\frac {(2m)^{\frac {3}{2}}}{\hbar ^{3}}}\epsilon ^{1/2}}
Logo, o número de partículas {\displaystyle N} pode ser reescrito como
{\displaystyle N=\int _{0}^{\infty }{\frac {g(\epsilon )}{e^{\beta (\epsilon -\mu )}-1}}d\epsilon }
A distribuição continua pode ser utilizada pois os níveis do sistema quântico discreto são numerosos e estão muito próximos. Portanto,
{\displaystyle N={\frac {V}{4\pi ^{2}}}{\frac {(2m)^{\frac {3}{2}}}{\hbar ^{3}}}\int _{0}^{\infty }{\frac {\epsilon ^{1/2}}{e^{\beta (\epsilon -\mu )}-1}}d\epsilon }
Porém, como a integração dar-se-á de {\displaystyle \epsilon =0}, a informação do estado fundamental é perdida. Todavia, quando a temperatura do sistema diminui, o potencial químico aumenta, e o número de partículas no estado fundamental é dada por 
{\displaystyle N_{0}={\frac {1}{e^{-\beta \mu }-1}}}
Seja o número de partículas em estados excitados dado por {\displaystyle N_{e}}, temos
{\displaystyle N=N_{0}+N_{e}}
{\displaystyle N={\frac {1}{e^{-\beta \mu }-1}}+{\frac {V}{4\pi ^{2}}}{\frac {(2m)^{\frac {3}{2}}}{\hbar ^{3}}}\int _{0}^{\infty }{\frac {\epsilon ^{1/2}}{e^{\beta (\epsilon -\mu )}-1}}d\epsilon }
Porém, para temperaturas muito próximas de zero {\displaystyle N\approx N_{0}}, ou seja,
{\displaystyle N\approx {\frac {1}{e^{-{\frac {\mu }{kT}}}-1}}}
E, considerando {\displaystyle N} grande, 
{\displaystyle -{\frac {\mu }{kT}}\approx \ln \left(1+{\frac {1}{N}}\right)\approx {\frac {1}{N}}}
Logo, {\displaystyle e^{-\mu /kT}\approx 1}. E {\displaystyle N_{e}} se torna,
{\displaystyle N_{e}={\frac {V}{4\pi ^{2}}}{\frac {(2m)^{\frac {3}{2}}}{\hbar ^{3}}}\int _{0}^{\infty }{\frac {\epsilon ^{1/2}}{e^{\beta \epsilon }-1}}d\epsilon }

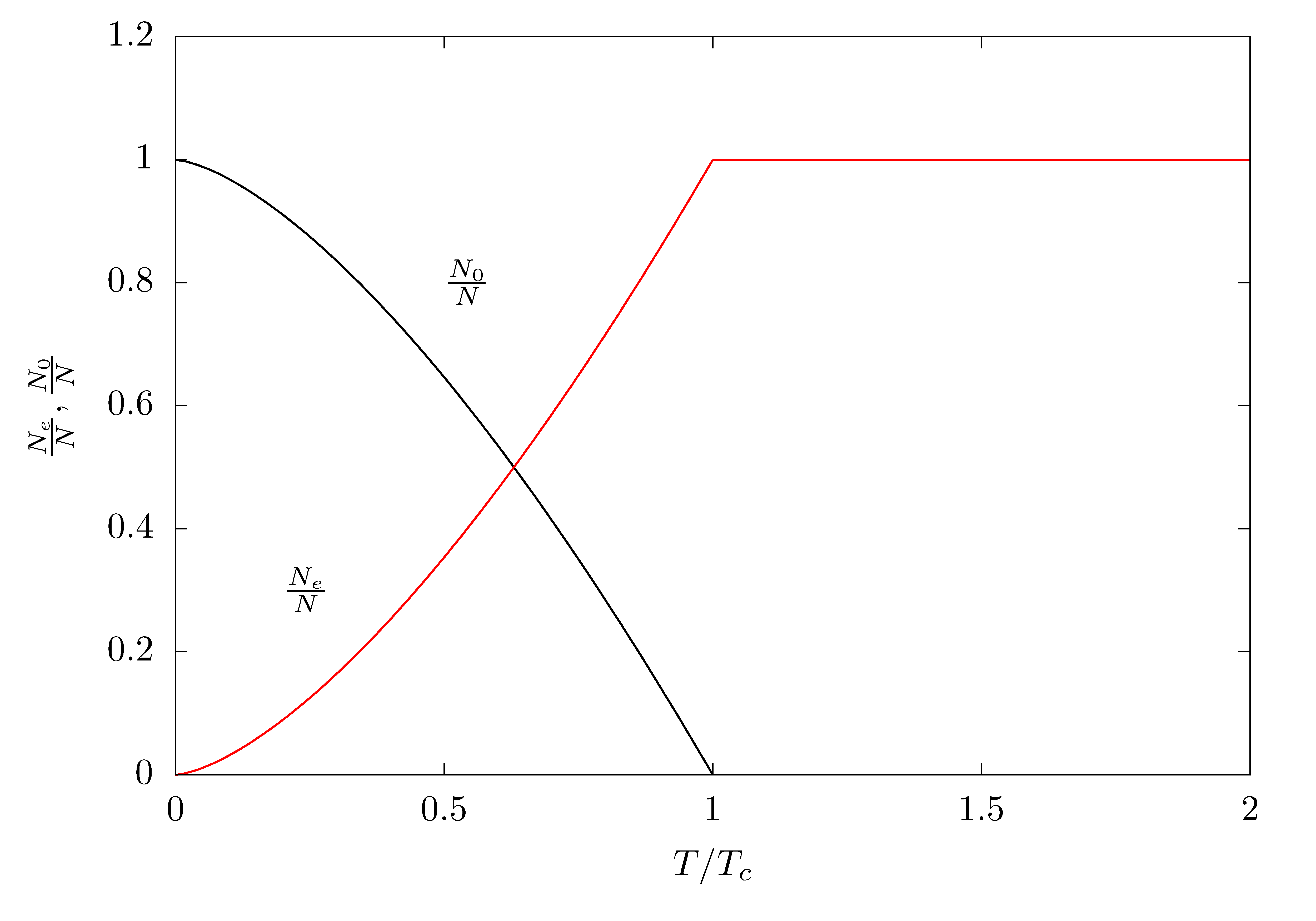
Variação da temperatura de No/N (preto) e de Ne/N (vermelho) para uma gás ideal de bósons.

Introduzindo a mudança de variável {\displaystyle x=\beta \epsilon }, temos
{\displaystyle N_{e}={\frac {2}{\sqrt {\pi }}}\left({\frac {2\pi mkT}{h^{2}}}\right)^{3/2}V\int _{0}^{\infty }{\frac {x^{1/2}}{e^{x}-1}}d\epsilon }
A integral pode ser escrita em termos da função gama {\displaystyle \Gamma (x)} e da função zeta de Riemann {\displaystyle \zeta (x)}. De fato, ela é igual a {\displaystyle \Gamma (3/2)\zeta (3/2)}, onde {\displaystyle \Gamma (3/2)={\sqrt {\pi }}/2}, logo,
{\displaystyle N_{e}=\zeta (3/2)V\left({\frac {2\pi mkT}{h^{2}}}\right)^{3/2}}
A temperatura crítica, ou de Bose-Einstein, {\displaystyle T_{c}}, é a temperatura em que acima dela todos os bósons estão em um estado excitado, e pode ser encontrada tomando {\displaystyle N=N_{e}}, onde {\displaystyle T=T_{c}}, assim, da última equação,
{\displaystyle T_{c}={\frac {h^{2}}{2\pi mk}}\left[{\frac {N}{\zeta (3/2)V}}\right]^{2/3}}
Se {\displaystyle 0<T<T_{c}}, a razão de bósons no estado excitado em relação ao total, é
{\displaystyle {\frac {N_{e}}{N}}=\left({\frac {T}{T_{c}}}\right)^{3/2}}
Consequentemente, a razão para os bósons no estado fundamental é,
{\displaystyle {\frac {N_{0}}{N}}=1-\left({\frac {T}{T_{c}}}\right)^{3/2}}

### Hélio líquido
No caso do hélio líquido, que possui uma massa específica de 0,124 g/cm{\displaystyle ^{3}} na temperatura de ebulição de 4,2K, sua densidade é 1,87.10{\displaystyle ^{28}} átomos /m{\displaystyle ^{3}}. Tal densidade é muito alta para que a distribuição de Boltzmann descreva o sistema corretamente .
Considerando o isótopo mais comum do hélio, o He{\displaystyle ^{4}}, temos um átomo formado por dois prótons, dois neutrons e dois elétrons, todos férmions de spin 1/2. Entretanto, a combinação dos spins dessas partículas resulta em um átomo com spin zero, ou seja, o He{\displaystyle ^{4}} é um átomo de spin inteiro, ou seja, um bóson .
Os átomos de hélio interagem apenas através da força de van der Waals, uma vez que é um gás nobre. Essa força é fraca, e como a distância entre os átomos é grande, o mesmo pode ser modelado de maneira simplificada como um gás ideal, como foi sugerido por F. London em 1938 .
A temperatura crítica para o hélio líquido, dado pela equação da seção anterior, é de aproximadamente 3,14 K, próxima da temperatura do ponto {\displaystyle \lambda } do hélio superfluido  (2,17K). Isto é uma consequência da semelhança que a fase superfluida do hélio possui com um gás ideal de Bose na fase condensada, mesmo sendo pouco realista desprezar as interações entre as partículas num líquido quântico .